# Montebello Hockey e Pattinaggio 2019-2020
Questa voce raccoglie le informazioni riguardanti il Montebello Hockey e Pattinaggio nelle competizioni ufficiali della stagione 2019-2020.

## Maglie e sponsor
| 1ª divisa | 2ª divisa |

## Organico
Dati tratti dal sito internet ufficiale della Federazione Italiana Sport Rotellistici.

### Giocatori
| N° | Naz.              | Ruolo    | Sportivo           |  |  |  |
| -- | ----------------- | -------- | ------------------ |  |  |  |
| 1  | Italia (bandiera) | Portiere | Edy Nicoletti      |  |  |  |
| 4  | Italia (bandiera) | Esterno  | Carlo Bertinato    |  |  |  |
| 5  | Spagna (bandiera) | Esterno  | Pol Galbas Pedrol  |  |  |  |
| 6  | Italia (bandiera) | Esterno  | Mattia Ghirardello |  |  |  |
| 8  | Italia (bandiera) | Esterno  | Alberto Peripolli  |  |  |  |
| 11 | Italia (bandiera) | Esterno  | Simone Bolla       |  |  |  |
| 14 | Italia (bandiera) | Esterno  | Elia Canesso       |  |  |  |
| 20 | Spagna (bandiera) | Esterno  | Juan Fariza        |  |  |  |
| 21 | Spagna (bandiera) | Esterno  | Tirso Gomez        |  |  |  |
| 23 | Italia (bandiera) | Portiere | Federico Lorenzato |  |  |  |

### Staff tecnico
- 1º Allenatore:  Mirko De Gerone
- 2º Allenatore:
- Meccanico: